# (7289) Kamegamori
(7289) Kamegamori (1991 JU) – planetoida z pasa głównego asteroid okrążająca Słońce w ciągu 3,53 lat w średniej odległości 2,32 j.a. Odkryta 5 maja 1991 roku.